# Еленев, Фёдор Павлович
Фёдор Па́влович Еленев (1827 или 1829, Поречье — 1902, Царское Село) — русский публицист, известен критикой Ленина, очерками «В захолустье и в столице», статьями в «Московских ведомостях» и брошюрами 1893—1898 годов против финляндской конституции и в защиту русификаторской политики в Великом княжестве Финляндском. Сотрудничал в журнале «Отечественные Записки». Был членом Главного цензурного комитета, Главного управления по делам печати и Совета министра внутренних дел. Тайный советник.

## Биография
Родился 18 (30) апреля 1829 года (или 17 (29) апреля 1827) в семье учителя, с 1834 года служившего надзирателем Смоленского уездного училища и в 1839 году получившего потомственное дворянство. Брат, Николай Павлович (1819—1887) — генерал-майор.
В 1839—1844 годы учился в Смоленской мужской гимназии, в 1848 году окончил физико-математический факультет Императорского Московского университета со степенью кандидата.
В службу вступил 22 августа 1849 года; был учителем математики и физики в Тульской, а с 1852 года — в Смоленской гимназиях. С 1857 года — преподаватель математики в 1-м кадетском корпусе в Санкт-Петербурге. Одновременно был секретарём председателя редакционных комиссий Я. И. Ростовцева и участвовал в подготовке отмены крепостного права, за что был отмечен медалью. По ходатайству умершего в 1860 году Ростовцева, в 1862 году он был определён цензором Санкт-Петербургского цензурного комитета; 16 апреля 1867 года был произведён в действительные статские советники.
Известность получил цикл очерков Еленева «В захолустье и в столице» (1867—1869), изданный под псевдонимом Скалдин в «Отечественных записках»: 

 При крепостном праве величина наделов определялась в течение долгого времени и чаще всего определялась качеством почвы и местными удобствами, существовавшими в различных имениях одной и той же местности; чем хуже была почва, то есть чем больше она требовала удобрения, тем более отводилось крестьянам выгонной и луговой земли для содержания скота. При введении уставных грамот большая часть наделов одного и того же уезда, или ещё чаще — нескольких соседних уездов, была искусственно приведена к одной мерке, к высшим душевым наделам, без принятия в соображение почвенных особенностей каждого имения. При этом отрезка наделов была нередко столь значительна и коснулась таких необходимых для крестьян земель, что совершенно расстроила их хозяйство. Случаи эти так многочисленны и повсеместны, что бросаются в глаза всякому, кто беспристрастно наблюдал крестьянский хозяйственный быт, хотя бы на самом малом пространстве. Если вы заедете в деревню обнищавшую, обременённую неоплатными недоимками, и спросите крестьян о причине такой нищеты, то наичаще получите такой ответ: «Землю-то нашу он так обрезал, что нам без этой обрезной земли жить нельзя; со всех сторон окружил нас своими полями, так что нам скотины выгнать некуда; вот и плати ты за надел особо, да и за обрезную землю ещё особо, сколько потребует». — «Так что же вам лучше или хуже жить против прежнего?» «Да за то, что дали, значит, свободу, за это благодарим царя и господ, а жить не в пример стало тяжелее прежнего, сами видите». Действительно, эта обрезная земля как бельмо в глазу у крестьян, и они никак не могут примириться с мыслью, что, пользуясь ею целые века, они должны теперь нанимать её у помещиков за особую плату. «Какое же это улучшение быта! — говорил мне один грамотный и бывалый мужик из прежних оброчных, — оброк-то на нас оставили прежний, а землю обрезали». Я сам много раз имел случай удостовериться, как сильно помещики жмут крестьян с этою обрезною землею, видя совершенную её необходимость для их существования. Но кроме отрезки от наделов крестьяне повсюду лишались столь необходимых у них выгонов на господских полях. Ещё хуже стало положение тех крестьян, которые перед самым освобождением были сведены предусмотрительными помещиками на худшие земли, на пески, яры или моховики; подобные примеры довольно нередки, и их можно встретить во всех губерниях. Бывали даже случаи, когда помещики совершенно отбирали землю у крестьян и обращали целые деревни в бобылей. — Еленев (Скалдин). «В захолустье и в столице», по изданию: Конец крепостничества в России (документы, письма, мемуары, статьи). - М., 1994. С. 456.
Ф. Энгельс отозвался о данном произведении: «Эта последняя работа принадлежит перу умеренного консерватора». В. И. Ленин считал, что Скалдин выступает как враг общины, противник сословности, защитник единства суда для всех сословий, горячий сторонник народного образования, особенно общего, сторонник самоуправления и земских учреждений, сторонник широкого поземельного кредита, особенно мелкого, и писал:

Скалдин был едва ли не первым писателем, систематически, на основании обширных фактов и подробного рассмотрения всей жизни деревни, показавшим бедственное положение крестьян после проведения реформы, ухудшение их быта, новые формы их экономической, юридической и бытовой зависимости, — одним словом, показавшим все то, что с тех пор так обстоятельно и детально было показано и доказано многочисленными исследованиями и описаниями. Теперь все эти истины — не новость. Тогда — они были не только новы, но и возбуждали недоверие в либеральном обществе, которое боялось, не скрывается ли за этими указаниями на так называемые «недостатки реформы» осуждения её и скрытого крепостничества. .. Его воззрения основаны, следовательно, на непосредственном наблюдении и тогдашней «столицы», и тогдашней «деревни», а не на кабинетном изучении книжного материала.

В воззрениях Скалдина на крестьянскую реформу прежде всего обращает внимание современного читателя, привыкшего к народническим слащавым россказням на эту тему, чрезвычайная трезвость автора.

В 1868—1896 годах Еленев был членом Главного управления по делам печати, одновременно с мая 1889 года — член Совета Министра внутренних дел. Тайный советник с 1 января 1880 года. В сентябре 1896 года вышел в отставку по болезни.
Умер 10 (23) февраля 1902 года в Царском Селе, где и похоронен на Казанском кладбище.

## Награды
- Орден Святого Станислава 2-й степени (1861)
- Орден Святой Анны 2-й степени (1864)
- Орден Святого Владимира 3-й степени (1869)
- Орден Святого Станислава 1-й степени (1871)
- Орден Святой Анны 1-й степени (1873)
- Орден Святого Владимира 2-й степени (1877)
- Орден Белого орла (1883)
- Орден Святого Александра Невского (6.12.1895)

## Семья
Был женат на Елизавете Николаевне Былим-Колосовской (09.07.1848—03.03.1904). Их дети:
- Татьяна (19.02.1876—?)
- Павел (13.02.1877—?)
- Сергей (17.04.1880—?)
- Григорий (1886—1917)